# Les Fourgs
Les Fourgs ist eine französische Gemeinde mit 1.429 Einwohnern (Stand: 1. Januar 2022) im Département Doubs in der Region Bourgogne-Franche-Comté.

## Geographie
Les Fourgs liegt auf 1090 m über dem Meeresspiegel und ist damit die höchstgelegene Gemeinde des Département Doubs, etwa neun Kilometer südsüdöstlich der Stadt Pontarlier (Luftlinie). Das Straßenzeilendorf erstreckt sich im Jura, auf einem weiten Hochplateau zwischen dem Tal der Fontaine Ronde im Westen und dem Mont des Verrières im Nordosten, am Nordfuß des Crêt du Vourbey, nahe der Grenze zur Schweiz.
Die Fläche des 27,99 km² großen Gemeindegebiets umfasst einen Abschnitt des französischen Juras. Der zentrale Teil des Gebietes wird vom Hochplateau von Les Fourgs eingenommen, das durchschnittlich auf 1100 m liegt und überwiegend von Weideland bestanden ist. Die westliche Abgrenzung verläuft im Bereich des Hanges, der zur Combe de la Fontaine Ronde überleitet, die einer wichtigen, den Jura querenden Verwerfungslinie folgt. Im Norden liegt die Grenze oberhalb der Felsen der Roche Sarrazine (1190 m). Nach Osten erstreckt sich das Gemeindeareal auf die nur wenig reliefierten Höhen von Mont des Verrières (1216 m) und Mauvais Crêt (1223 m) und nach Süden auf den Crêt du Vourbey, auf dem mit 1246 m die höchste Erhebung von Les Fourgs erreicht wird. Die Hochflächen zeigen ein lockeres Gefüge von Weideland und Wald. Auf dem gesamten Gemeindegebiet gibt es keine oberirdischen Fließgewässer, weil das Niederschlagswasser im verkarsteten Untergrund versickert.
Zu Les Fourgs gehören neben dem eigentlichen Ort auch verschiedene Weiler, Hofgruppen und Einzelhöfe, darunter:
- Les Petits-Fourgs-du-Bas (1010 m) am Hang östlich der Combe de la Fontaine Ronde
- Les Petits-Fourgs-du Haut (1070 m) am nordwestlichen Rand des Hochplateaus
- L'Orgère (1120 m), Neubausiedlung am östlichen Ortsrand
- La Haute Joux (1140 m) auf der Hochfläche östlich des Dorfes
- Les Granges Berrard (1180 m) westlich des Mauvais Crêt

Nachbargemeinden von Les Fourgs sind Les Hôpitaux-Vieux im Süden, La Cluse-et-Mijoux im Westen und Norden, Verrières-de-Joux im Nordosten sowie die schweizerischen Gemeinden La Côte-aux-Fées und Sainte-Croix im Osten.

## Geschichte
Das Gemeindegebiet von Les Fourgs war schon sehr früh begangen und eventuell auch besiedelt, da es an einem wichtigen Verkehrsweg durch den Jura lag. Der früheste Fund ist ein Beil, das im Neolithikum angefertigt wurde. Im Weiteren wurden ein gallorömischer Brunnen und römische Münzen entdeckt. Erstmals urkundlich erwähnt wird Les Fourgs im 13. Jahrhundert. Früher wurde hier Eisen abgebaut und verhüttet, worauf auch der Ortsname zurückzuführen ist (four ist die französische Bezeichnung für einen Ofen). Es gehörte seit dem Mittelalter zur Herrschaft Joux. Zusammen mit der Franche-Comté gelangte Les Fourgs mit dem Frieden von Nimwegen 1678 an Frankreich. Seit 1999 ist Les Fourgs Mitglied des 19 Ortschaften umfassenden Gemeindeverbandes Communauté de communes du Mont d’Or et des Deux Lacs.

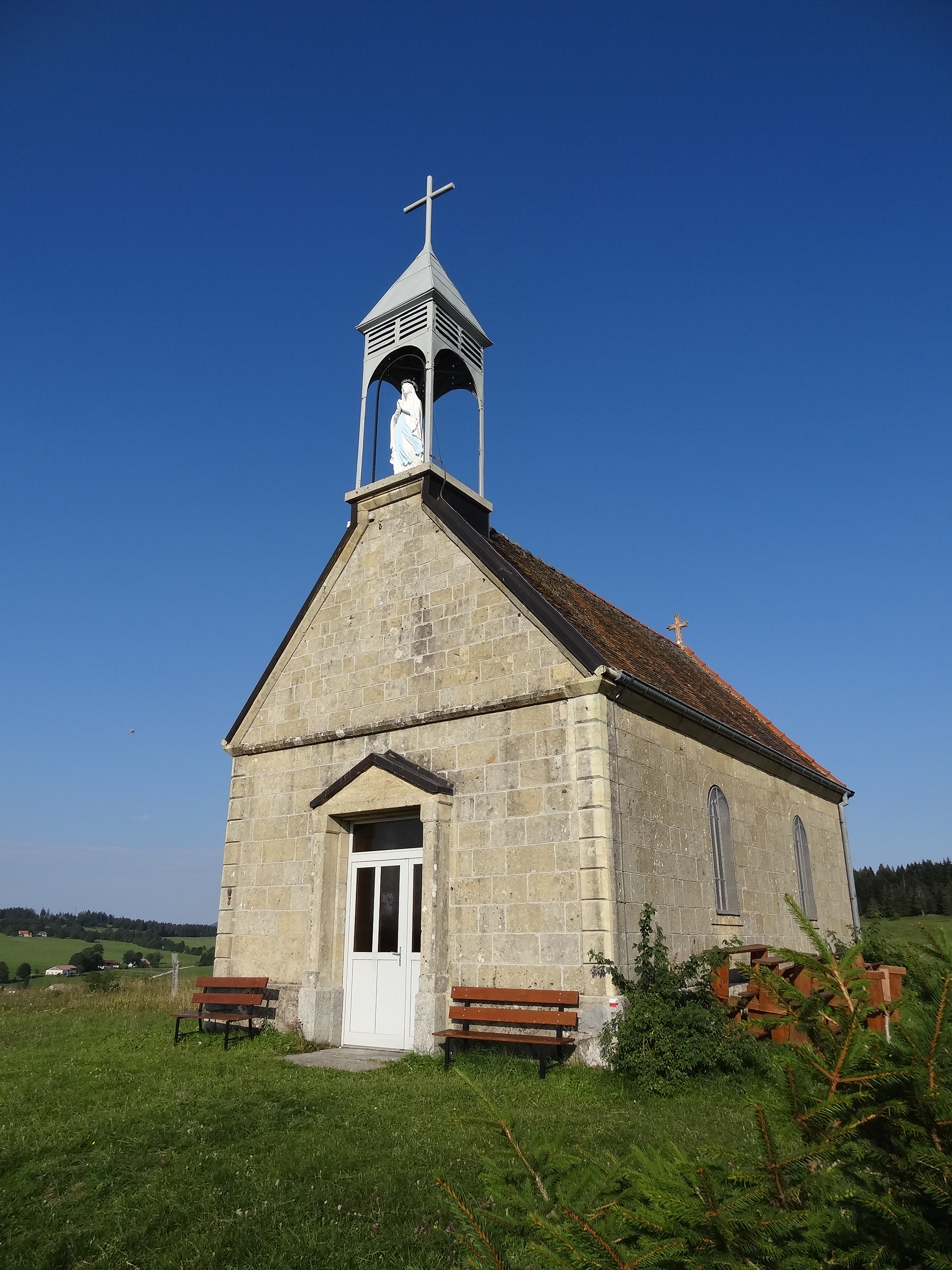
Chapelle du Tourillot

## Sehenswürdigkeiten

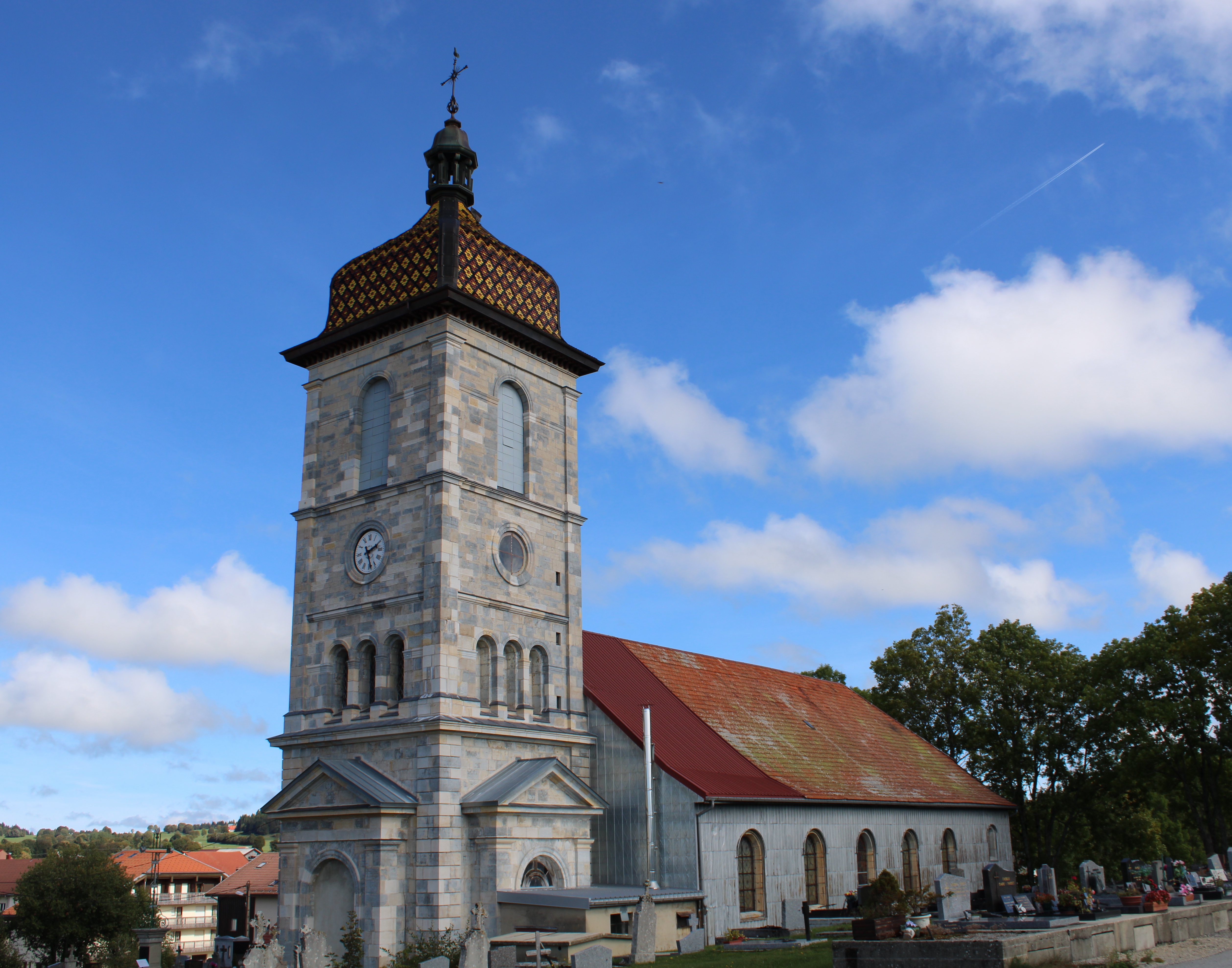
Himmelfahrts-Kirche

Die Himmelfahrts-Kirche (Église de l’Assomption) in Les Fourgs erhielt ihre heutige Gestalt beim Neubau im Jahr 1831. Auf einer Anhöhe östlich des Dorfes steht die Chapelle du Tourillot, die 1925 von den Bewohnern gestiftet wurde, weil Les Fourgs im Ersten Weltkrieg von den deutschen Truppen verschont worden war.

## Bevölkerung
| Jahr                       | 1962 | 1968 | 1975 | 1982 | 1990 | 1999 | 2006 | 2016 |
| Einwohner                  | 774  | 742  | 753  | 806  | 941  | 1058 | 1164 | 1345 |
| Quellen: Cassini und INSEE |      |      |      |      |      |      |      |      |

Mit 1429 Einwohnern (1. Januar 2022) gehört Les Fourgs zu den kleineren Gemeinden des Départements Doubs. Nachdem die Einwohnerzahl in der ersten Hälfte des 20. Jahrhunderts markant abgenommen hatte (1881 wurden noch 1187 Personen gezählt), wurde seit Beginn der 1970er Jahre dank der Lage wieder ein Bevölkerungswachstum verzeichnet.

## Wirtschaft und Infrastruktur
Les Fourgs war lange Zeit ein vorwiegend durch die Landwirtschaft, insbesondere Milchwirtschaft und Viehzucht, sowie durch die Forstwirtschaft geprägtes Dorf. Daneben gibt es heute einige Betriebe des Klein- und Mittelgewerbes, unter anderem in den Branchen Holzverarbeitung und Spielzeugherstellung. Mittlerweile hat sich das Dorf auch zu einer Wohngemeinde gewandelt. Viele Erwerbstätige sind Wegpendler, die in den größeren Ortschaften der Umgebung ihrer Arbeit nachgehen.
Als Erholungsort in einem beliebten Ausflugsgebiet im Hochjura profitiert Les Fourgs heute auch vom Tourismus. Die Gemeinde ist hauptsächlich auf den Wintertourismus ausgerichtet. Von Bedeutung ist der nordische Skisport (Langlauf) aber auch der alpine Skisport. Die Hänge des Crêt du Vourbey werden durch mehrere Skilifte erschlossen.
Die Ortschaft ist verkehrstechnisch recht gut erschlossen. Sie liegt an einer Departementsstraße, die von Pontarlier via Sainte-Croix nach Yverdon-les-Bains führt.